# Contea di Zhanang
Zhanang (扎囊县S; 扎囊縣T; Zhānáng XiànP) è una contea cinese della prefettura di Shannan nella Regione Autonoma del Tibet.  Nel 1999 la contea contava 36.384 abitanti per una superficie totale di 2163 km². La contea fu istituita nel 1959. Nella contea è presente il monastero di Samye, costruito nell'VIII secolo d.C.

## Geografia fisica

### Territorio
La contea si trova nel Tibet del sud, nella valle del fiume Yarlung Zambo, a 141 km dalla città di Lhasa e a 50 km dall'aeroporto di Gonggar. 
L'altitudine media è di 3.680 metri.
La fauna è rappresentata da antilopi, gru dal collo nero, cavalli, galline, orsi, cigni, gru, cervi sika, gazzelle mongole, maiali delle nevi.

### Clima
Zhanang gode di un clima monsonico tipico degli altopiani semi-aridi della zona con medie annue di 3092 ore di sole e 420 millimetri di precipitazioni. Sono comuni siccità, vento, gelo, grandine.

## Geografia antropica

### Centri abitati
- Zhatang 扎塘镇
- Sangye 桑耶镇
- Zhaqi 扎期乡
- Jiru 吉汝乡
- Anzha 安扎乡

## Economia
Zhanang è una contea agricola e le colture producono principalmente orzo, frumento invernale, frumento primaverile, fagioli, piselli, grano saraceno, patate, ravanelli, cavoli.
Sono allevati yak, bovini, cavalli, asini, pecore, capre.
Le risorse minerarie principali sono marmo, calcite, selce, marmo bianco, cromite, rame, argilla, e una dozzina di minerali, in particolare, rame e altri minerali di alta qualità. È diffusa anche l'industria dell'artigianato oltre a quella turistica per le numerose reliquie culturali presenti nel territorio, a partire dai monasteri buddisti.